# Oude Stad (Gdańsk)

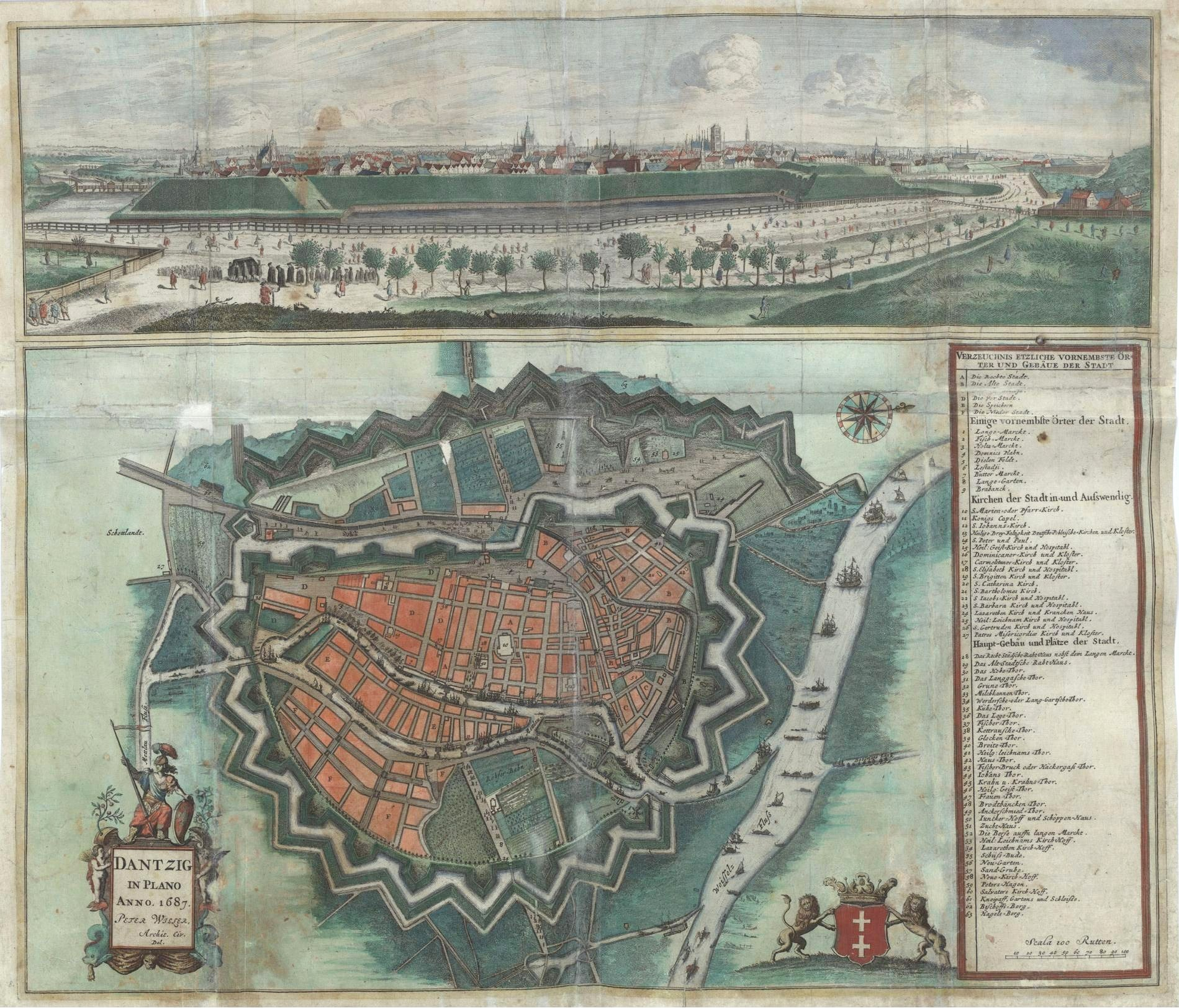
Ansichtkaart van Danzig uit 1687

De Oude Stad (Pools: Stare Miasto, Duits: Danziger Altstadt) is een stadsdeel van de Poolse stad Gdańsk, voorheen Danzig. Het stadsdeel begon als een nederzetting in de veertiende eeuw. De nabijgelegen Rechtsstad kreeg al in de 13de eeuw stadsrechten en is dus ouder dan de Oude Stad en heeft ook meer historische gebouwen. Waarschijnlijk dankt de Oude Stad zijn naam aan het feit dat er vroeger een nederzetting was die in 1308 verwoest werd door de Duitse Orde die toen Danzig innam. 
Net zoals in Thorn, Elbing, Koningsbergen etc. bestonden zo twee steden afgesloten door stadsmuren of loopgraven direct naast elkaar met elk een aparte administratie en een verschillend rechtssysteem. 
Bekend gebouw in de oude stad is het Oudestadsraadhuis